# Rio Greabănu
O Rio Greabănu é um rio da Romênia, afluente do Râmnicul Sărat, localizado no distrito de Buzău.